# Dominican Summer League
Dominican Summer League (DSL) är en professionell basebolliga. Den är en farmarliga till Major League Baseball (MLB), på den femte och lägsta nivån (Rookie) inom Minor League Baseball (MiLB).
Ligan består av 49 klubbar, vilka ligger i Dominikanska republiken. Klubbarna i ligan är inte uppkallade efter staden de spelar i utan namnet består av moderklubbens smeknamn föregått av prefixet "DSL" eller "Dominican Summer League". I de fall samma moderklubb har mer än en klubb i ligan lägger man till ett suffix som ofta är en färg, till exempel "Black" eller "Orange". Även andra namnformer förekommer. Rookie-ligorna är numera de enda ligorna i MiLB som spelar en förkortad säsong och även de enda ligorna där klubbar i MLB kan ha mer än en farmarklubb. I ligan spelar inte bara spelare från Dominikanska republiken utan även spelare från andra länder i Latinamerika såsom Venezuela, Colombia, Panama och Nicaragua.
Den mest framgångsrika klubben genom tiderna är DSL Dodgers med åtta ligatitlar.

## Historia
Dominican Summer League grundades 1985, och samma år spelades den första säsongen. I början hade klubbarna namn som "Piratas del Atlantico" och "Indios del Valle" och det var flera MLB-klubbar som delade på varje klubb i ligan.
1992 hade ligan 21 klubbar, varav cirka en tredjedel var samarbeten mellan två eller flera MLB-klubbar. Denna andel sjönk därefter. Under de tre säsongerna 1993–1995 hade den japanska klubben Hiroshima Toyo Carp i Nippon Professional Baseball (NPB) en klubb i ligan. 1996 hade antalet klubbar i ligan ökat till 25 och året efter det till 29.
Från och med 1997 fanns en liknande liga i Venezuela – Venezuelan Summer League. I DSL var antalet klubbar drygt 30 under resten av 1990-talet och 2000-talet med en topp på 37 klubbar 2008. Under 2010-talet var antalet klubbar kring 35 fram till dess att Venezuelan Summer League lades ned efter 2015 års säsong, då antalet steg från 38 2015 till 42 2016. Under 2019 års säsong fanns det 45 klubbar i ligan.
Hela 2020 års säsong av MiLB, inklusive Dominican Summer League, ställdes in på grund av covid-19-pandemin. I februari 2021 genomförde MLB en stor omorganisation av MiLB som bland annat innebar att de gamla liganamnen ersattes av nya. Dominican Summer League fick dock behålla sitt namn. 2022 hade ligan 49 klubbar.

## Klubbar
Dominican Summer League består av 49 klubbar, som är indelade i sex divisioner:
| Klubb                  | Moderklubb            |
| North Division         | North Division        |
| ---------------------- | --------------------- |
| DSL BOS Blue           | Boston Red Sox        |
| DSL BOS Red            | Boston Red Sox        |
| DSL CLE Blue           | Cleveland Guardians   |
| DSL CLE Red            | Cleveland Guardians   |
| DSL HOU Blue           | Houston Astros        |
| DSL HOU Orange         | Houston Astros        |
| DSL KC Glass           | Kansas City Royals    |
| DSL KC Stewart         | Kansas City Royals    |
| South Division         |                       |
| DSL Angels             | Los Angeles Angels    |
| DSL Cardinals          | St. Louis Cardinals   |
| DSL Colorado           | Colorado Rockies      |
| DSL Giants Black       | San Francisco Giants  |
| DSL Giants Orange      | San Francisco Giants  |
| DSL Mariners           | Seattle Mariners      |
| DSL Nationals          | Washington Nationals  |
| DSL Rockies            | Colorado Rockies      |
| DSL Twins              | Minnesota Twins       |
| Northeast Division     |                       |
| DSL Cubs Blue          | Chicago Cubs          |
| DSL Cubs Red           | Chicago Cubs          |
| DSL Mets 1             | New York Mets         |
| DSL Mets 2             | New York Mets         |
| DSL NYY Bombers        | New York Yankees      |
| DSL NYY Yankees        | New York Yankees      |
| DSL PIT Black          | Pittsburgh Pirates    |
| DSL PIT Gold           | Pittsburgh Pirates    |
| Northwest Division     |                       |
| DSL Athletics          | Oakland Athletics     |
| DSL Braves             | Atlanta Braves        |
| DSL LAD Bautista       | Los Angeles Dodgers   |
| DSL LAD Mega           | Los Angeles Dodgers   |
| DSL Marlins            | Miami Marlins         |
| DSL Miami              | Miami Marlins         |
| DSL Rays               | Tampa Bay Rays        |
| DSL Tampa Bay          | Tampa Bay Rays        |
| Baseball City Division |                       |
| DSL BAL Black          | Baltimore Orioles     |
| DSL BAL Orange         | Baltimore Orioles     |
| DSL Blue Jays          | Toronto Blue Jays     |
| DSL D-backs Black      | Arizona Diamondbacks  |
| DSL D-backs Red        | Arizona Diamondbacks  |
| DSL Padres             | San Diego Padres      |
| DSL Reds               | Cincinnati Reds       |
| San Pedro Division     |                       |
| DSL Brewers 1          | Milwaukee Brewers     |
| DSL Brewers 2          | Milwaukee Brewers     |
| DSL Phillies Red       | Philadelphia Phillies |
| DSL Phillies White     | Philadelphia Phillies |
| DSL TEX Blue           | Texas Rangers         |
| DSL TEX Red            | Texas Rangers         |
| DSL Tigers 1           | Detroit Tigers        |
| DSL Tigers 2           | Detroit Tigers        |
| DSL White Sox          | Chicago White Sox     |

## Spelformat
Grundserien består av 60 matcher och varar från början av juni till slutet av augusti. De flesta matcherna spelas måndagar till tisdagar och torsdagar till lördagar med färre matcher på onsdagar och speluppehåll på söndagar. Klubbarna spelar oftare mot klubbarna i samma division än mot klubbarna i de andra divisionerna.
Till slutspel går vinnarna av de sex divisionerna och de två bästa av de övriga klubbarna (så kallade wild cards), alltså totalt åtta klubbar. I kvartsfinalerna möts klubben som var bäst under grundserien och klubben som var åttonde bäst, klubben som var näst bäst och klubben som var sjunde bäst, klubben som var tredje bäst och klubben som var sjätte bäst respektive klubben som var fjärde bäst och klubben som var femte bäst (oberoende av vilka klubbar som var divisionsvinnare och vilka som var wild cards) i ett bäst-av-tre-format. Även semifinalerna och finalen spelas i detta format.